# Eleuthranthes liberiflora
Eleuthranthes liberiflora är en måreväxtart som först beskrevs av Ferdinand von Mueller, och fick sitt nu gällande namn av Ined.. Eleuthranthes liberiflora ingår i släktet Eleuthranthes och familjen måreväxter. Inga underarter finns listade i Catalogue of Life.